# Židovský hřbitov v Hroznětíně
Židovský hřbitov se ve městě Hroznětín v Karlovarském kraji nachází asi 800 metrů severozápadně od centra města. Existoval pravděpodobně již v 15. století, odkdy je v Hroznětíně doloženo židovské osídlení. Za druhé světové války byl poničen. Na ploše 0,44 ha se dochovalo kolem 300 náhrobků, z nichž nejstarší pochází z let 1684 a 1690. Hřbitov je v majetku židovské obce v Karlových Varech a je chráněn jako kulturní památka České republiky.